# Ares V
Ares V byla vyvíjenou těžkou raketou NASA pro lety na Měsíc a dál v rámci programu Constellation. Měla vynášet lunární modul Altair na LEO a po připojení lodi Orion (startující raketou Ares I) dopraví druhý stupeň EDS celou sestavu na dráhu k Měsíci. Plánovaná nosnost byla až 188 tun na LEO. Nosnost Aresu V je srovnatelná s raketami Saturn V a Eněrgija. Zvažovalo se použití Aresu V i jako nosiče sondy Mars Sample Return.
Prezidentský návrh rozpočtu Spojených států z 1. února 2010 zahrnuje v kapitole věnované NASA zrušení programu Constellation.
V listopadu 2010 bylo zrušení potvrzeno a práce se přesunula na vývoj rakety SLS.

## Design
Ares V má dva stupně a je navržen pro nosič lunárního modulu Altair na LEO a pak s lodí Orion k Měsíci. Ve druhém stupni používá však již přes 40 let starý motor J-2, konkrétně jeho modifikovanou verzí J-2X. 
První stupeň má pět až šest motorů RS-68B. Původně se zamýšlelo použití motorů SSME, ale pro vysokou cenu se prosadilo jako výhodnější použít motory RS-68B, které jsou modifikací motorů RS-68 z rakety Delta IV. Nad motory jsou obrovské nádrže na LH2/LOX, které jsou odvozené z nádrže Space Shuttle External Tank od raketoplánu. Na jeho bocích jsou dva pomocné motory SRB rovněž od raketoplánu.

Nad prvním stupněm je spojovací adaptér, který zajišťuje pevné spojení prvního stupně se stupněm EDS. Stupeň EDS má jeden výše zmiňovaný motor J-2X. Původně se počítalo se dvěma motory J-2X, ale tento koncept se ukázal jako zbytečný. Stupeň EDS také nese dva solární panely pro napájení modulu Altair před příletem lodi Orion. EDS také zajistí odlet sestavy Orion/Altair. K Měsíci raketa unese až 71 tun a také je vhodná pro lety do Lagrangeova bodu L2

## Externí odkazy

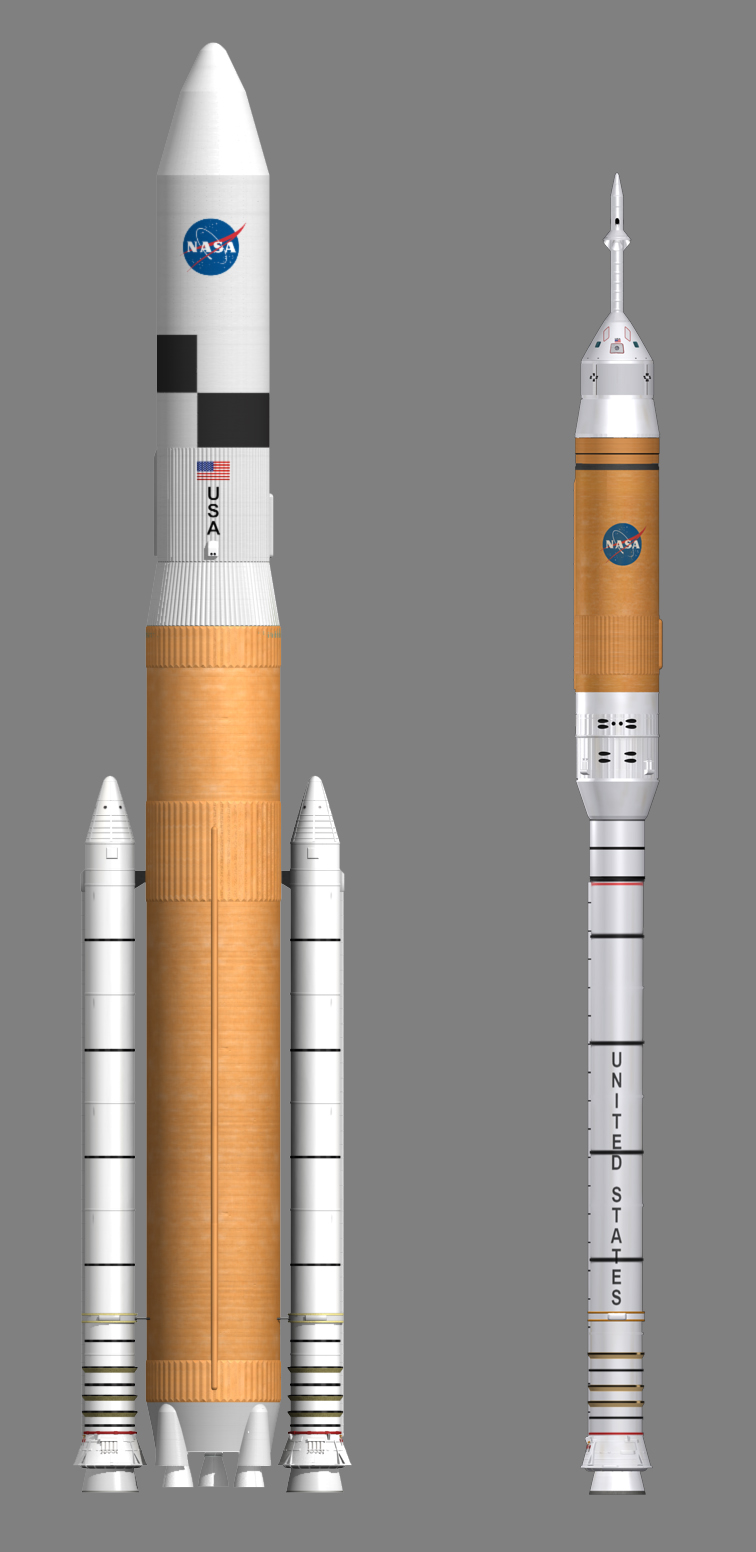
Porovnání raket Ares V a Ares I